# Bandżara

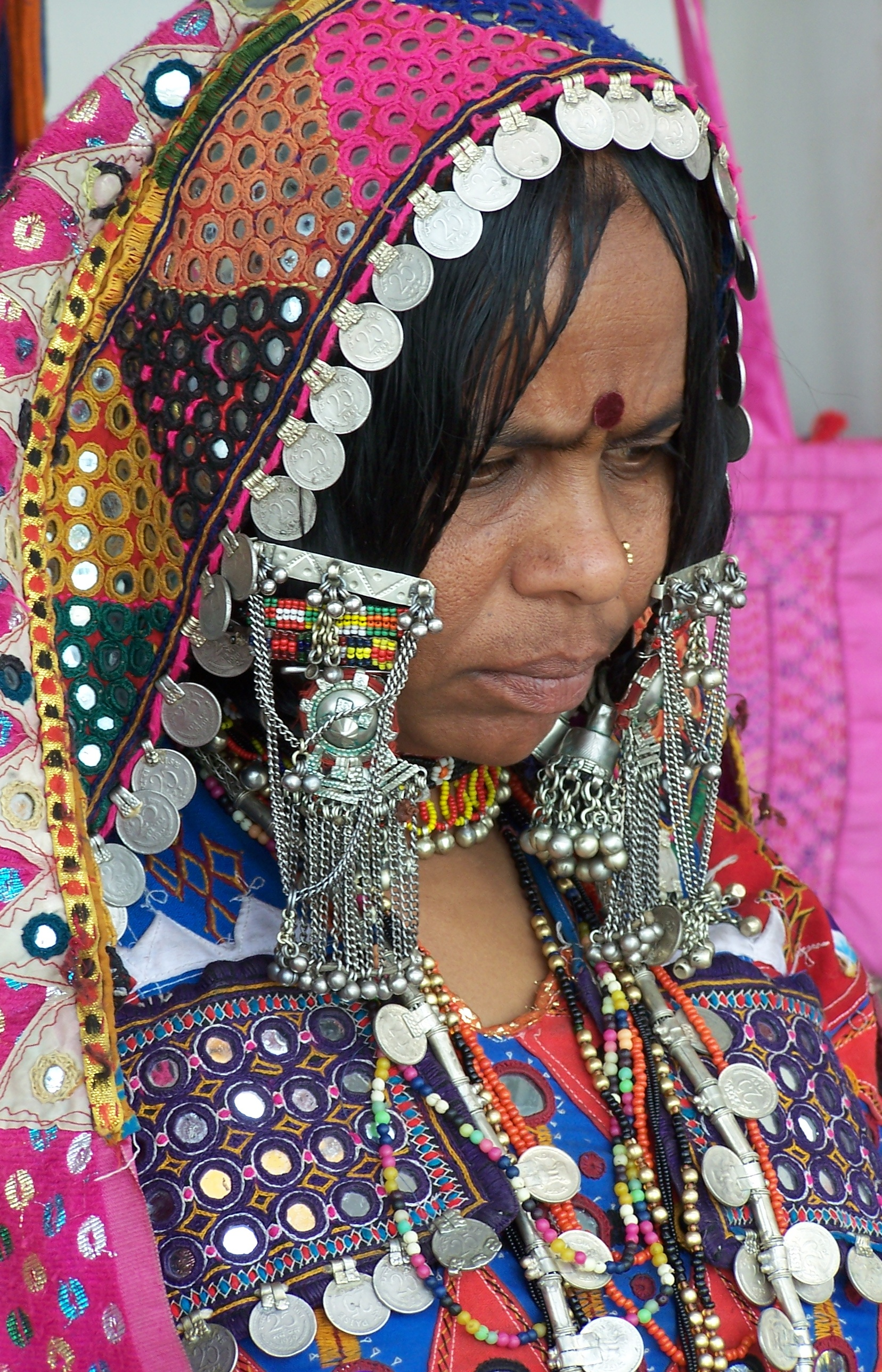
Kobieta z ludu Bandżara w Bangalore

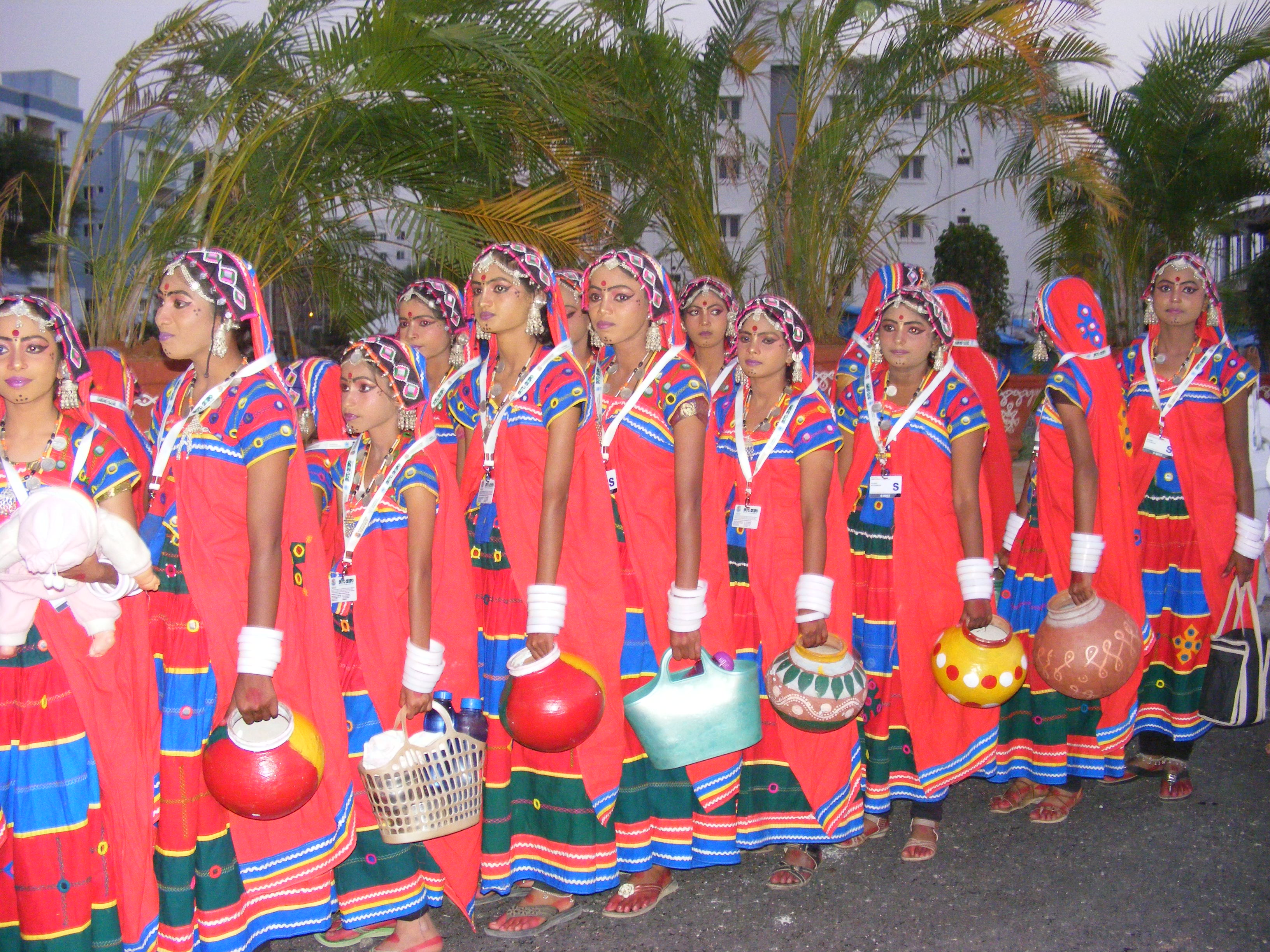
Tancerki z ludu Bandżara

Bandżara, Lambani, Lamani – koczowniczy lud indyjski pochodzący z Radżastanu, lecz obecnie zamieszkujący głównie obszar środkowych i południowych Indii (stany Andhra Pradesh, Karnataka i Maharasztra). Około 50% z nich posługuje się swoim pierwotnym językiem lambadi, spokrewnionym z radżastani. Władają również językami używanymi na terenach, na których przebywają: telugu, kannada czy marathi. Tradycyjnie zajmują się handlem i drobnym rzemiosłem. Wyróżniają się kolorowymi i bogato zdobionymi strojami kobiet. Zachowują swoje odrębne tradycje, zwłaszcza tańce. Ze względu na wędrowny tryb życia często bywają określani mianem Cyganów. W roku 1981 po raz pierwszy wzięli udział w Kongresie Romów w Getyndze, pomimo że ze względu na odmienny język nie są zaliczani do Romów sensu stricto. Ich liczebność ocenia się na około 40 milionów.